# Леже, Жюль
Достопочтенный Жюль Леже (фр. Jules Léger, 4 апреля 1913 в Сент-Анисе — 22 ноября 1980) — двадцать первый генерал-губернатор Канады с 1974 по 1979.

## Биография
После женитьбы в 1938 он начинает свою карьеру как журналист в ежедневной оттавской газете Друа, а затем переходит в Оттавский университет в качестве преподавателя. В 1940 он выбирает карьеру дипломата и последовательно занимает посты посла Канады в Лондоне, Мехико, в Италии и Франции.
После своего назначения генерал-губернатором в 1974 Леже помогает заново определить роль генерал-губернатора в Канаде. Едва Жюля Леже назначили на этот пост, как его лишает сил и способности свободно разговаривать сотрясение головного мозга. Леже так полностью и не оправился от него, но, благодаря упорству, вернул себе эту способность и с достоинством закончил свой срок.
Его старшим братом был кардинал Поль-Эмиль Леже.